# Annalisa (chanteuse)
Pour les articles homonymes, voir Annalisa.
Annalisa Scarrone ou simplement Annalisa (née le 5 août 1985 à Savone), est une chanteuse italienne.

## Biographie
Annalisa Scarrone est née à Savone mais a vécu à Carcare, dans le Val Bormida. À l'âge de 8 ans et jusqu'en 1999, elle a étudié la guitare classique; puis elle a commencé à prendre des leçons de piano et de flûte. À l'âge de 13 ans elle  a travaillé en tant que barmaid mais aussi en tant que musicienne. Puis elle suivi des cours de chant, à l'âge de 14 ans avec son professeur de musique de l'école intermédiaire, Danila Satragno, qui deviendra ensuite son coach vocal. Elle est inscrite à la SIAE, où elle enregistre 72 chansons écrites et composées dans sa jeunesse qui seront incorporées dans son premier album solo.
Annalisa Scarrone se fait connaître du grand public en 2011, lorsqu'elle participe à la dixième édition du télé-crochet italien Amici di Maria De Filippi. 
Elle participe au Festival de Sanremo 2013, terminant 9e avec Scintille, au Festival de Sanremo 2015, terminant 4e avec Una Finestra tra le Stelle, au Festival de Sanremo 2016, terminant 11e avec Il Diluvio Universale, au Festival de Sanremo 2018 avec Il mondo prima di te qui se classe 3e, et au Festival de Sanremo 2024 avec Sinceramente, terminant  3e.
En 2024, l'institut d'astronomie international nomme l'astéroïde 20014 "Annalisa" en rapport à son diplôme de Physique obtenu en 2009 à l'Université de Turin.
Elle est aussi la première italienne à recevoir le prix Global Force Award en intégrant le TOP 100 Billboard Woman.

## Discographie

### Albums studio
- 2011 : Nali
- 2012 : Mentre tutto cambia
- 2013 : Non so ballare
- 2015 : Splende
- 2016 : Se Avessi Un Cuore
- 2018 : Bye Bye
- 2020 : Nuda
- 2023 : E Poi Siamo Finiti Nel Vortice
- Upcoming : Ma Io Sono Fuoco (2025)

### Singles
- 2011 : Diamante lei e luce lui
- 2011 : Giorno per giorno
- 2012 : Senza riserva
- 2012 : Tra due minuti è primavera
- 2012 : Per una notte o per sempre
- 2013 : Pirati
- 2013 : Scintille
- 2013 : Alice e il Blu
- 2013 : A modo mio amo
- 2014 : Tutto sommato
- 2014 : Sento solo il presente
- 2014 : L'Ultimo Addio
- 2015 : Una Finestra tra le stelle
- 2015 : Vincerò
- 2015 : Splende
- 2016 : Il Diluvio Universale
- 2016 : Se Avessi Un Cuore
- 2016 : Used to You
- 2017 : Direzione la vita
- 2018 : Il Mondo Prima Di Te
- 2018 : Bye Bye[6]
- 2021 : Dieci
- 2021 : La musica è finita
- 2021 : Tsunami"
- 2022 : Movimento Lento
- 2022 : Tropicana
- 2022 : Bellissima
- 2023 : Mon amour
- 2023 : Disco Paradise (avec Fedez et Articolo 31)
- 2023 : Ragazza Sola
- 2023 : Euforia
- 2024 : Sinceramente
- 2024 : Storie brevi (avec Tananai)
- 2025 : Maschio

### Compilations
- 2011 : Amici 10 (Solo, Cado giù, Inverno)
- 2011 : Wind Music Award 2011 (Diamante lei e luce lui)
- 2011 : Radio Italia Top Estate 2011 (Diamante lei e luce lui)
- 2012 : Amici 2012 (cover live de Nothing Compares to you)
- 2012 : Wind Music Awards 2012 (Senza Riserva)
- 2012 : Radio Italia Hits (Per una notte o per sempre)
- 2013 : Now in love 2013 (Senza Riserva)
- 2013 : Sanremo 2013 (Scintille-Radio Version)
- 2013 : Radio Italia Summer Hits (Alice e il blu)
- 2014 : Radio Italia Donne In Musica (Diamante Lei E Luce Lui)

## Participations au Festival de Sanremo
| Année     | Catégorie | Chanson                         | Cover / artiste invité                                      | Placement |
| --------- | --------- | ------------------------------- | ----------------------------------------------------------- | --------- |
| 2013 (it) | Campioni  | Scintille                       | Per Elisa (it) / Emma Marrone                               | 9º        |
| 2015      | Campioni  | Una finestra tra le stelle (it) | Ti sento (it)                                               | 4º        |
| 2016      | Campioni  | Il diluvio universale (it)      | America                                                     | 11º       |
| 2018      | Campioni  | Il mondo prima di te (it)       | Michele Bravi                                               | 3º        |
| 2021      | Campioni  | Dieci (it)                      | La musica è finita (it) / Federico Poggipollini (it)        | 7º        |
| 2024      | Campioni  | Sinceramente                    | Sweet Dreams / La Rappresentante di Lista e il coro Artemia | 3°        |

## Honneur
L'astéroïde (20014) Annalisa est nommé en son honneur.